# Hildegrim von Chalons

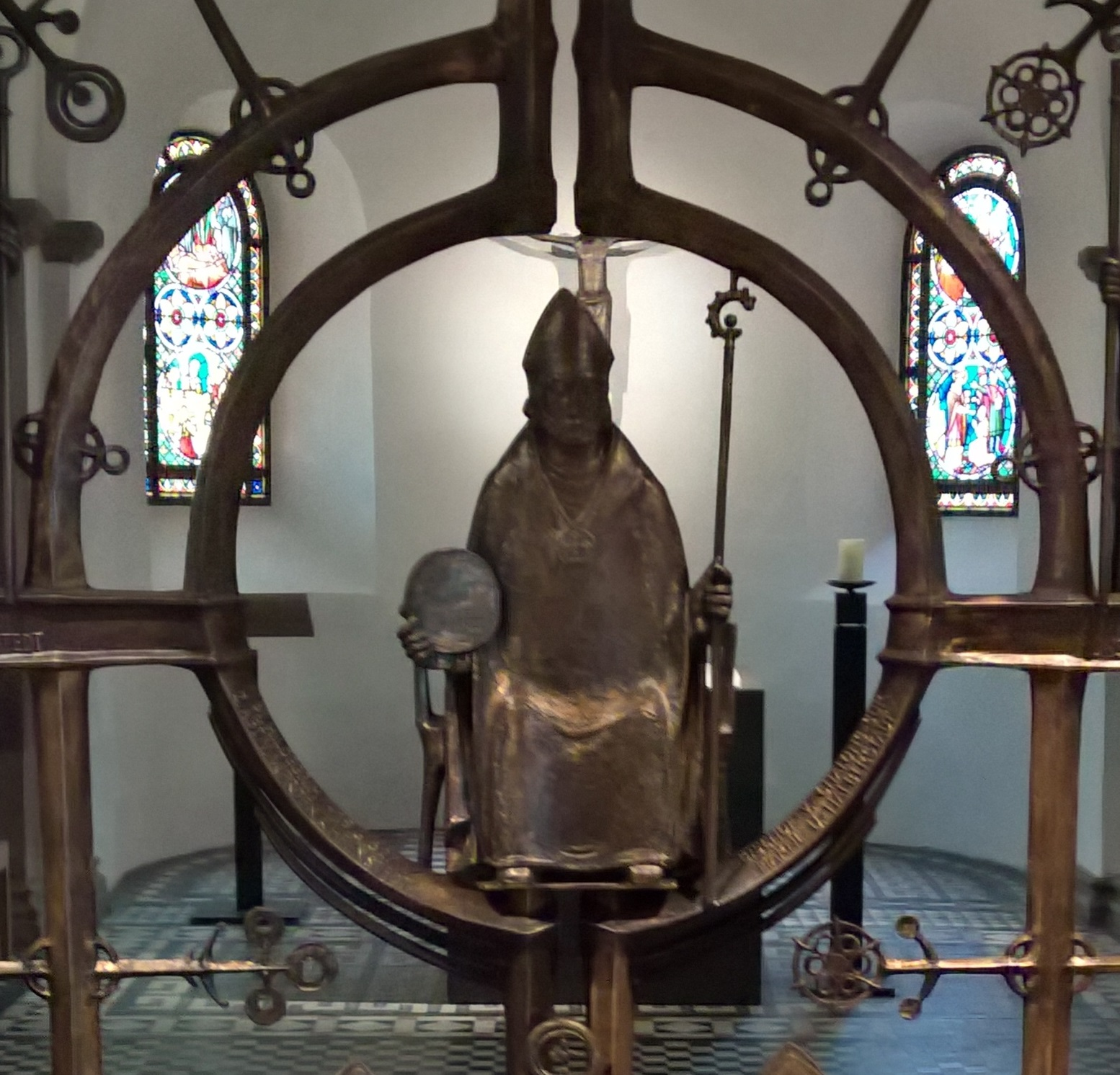
Hildegrim als Zentralfigur in der Bronze-Gittertür der Liudgeriden-Krypta von St. Ludgerus (Werden)

Der heilige Hildegrim I. von Châlons (* in Friesland; † 19. Juni 827) war von 804 bis 810 der 30. Bischof von Châlons-sur-Marne und von 809 bis zu seinem Tod nach seinem Bruder Liudger der zweite Abt des Klosters Werden sowie Missionsbischof in Halberstadt. 793 wird er urkundlich als Diakon erwähnt, spätestens 796 muss er zum Priester geweiht worden sein.
Hildegrim galt lange als erster Bischof von Halberstadt.

## Leben und Wirken
Hildegrim, der vermutlich, wie sein älterer Bruder Liudger, an der Domschule in Utrecht und in York bei Alkuin studierte, wurde im Jahr 802 Bischof von Châlons-sur-Marne. Nach dem Tod des Bruders im Jahr 809 wurde er Abt von Werden.
Die von ihm erbaute Kapelle, ein längsrechteckiger Bau mit halbrunder Apsis neben der Abteikirche in Werden, erhielt das Patronat des hl. Stephanus. Im Mittelalter trug diese kleine Kapelle sogar den Titel „Basilica minor“. Das Stephanus-Patrozinium von Chalons-sur-Marne wurde von Hildegrim auch auf Osterwieck und in der Folge auf Halberstadt übertragen. Seine in Osterwieck gegründete Kirche St. Stephanus nahm Hildegrim als Ausgangspunkt für die Missionierung in diesem Raum, zu dem anfänglich auch Teile des späteren Bistums Hildesheim gehört haben dürften. Im Laufe dieser Tätigkeit soll er 35 (Pfarr-)Kirchen gegründet haben, die alle St. Stephanus geweiht waren. Außer der auffälligen Häufung von Stephanuskirchen in diesem Bereich gibt es dazu derzeit allerdings keine archäologischen oder urkundlichen Beweise.
Erster Bischof in Halberstadt wurde sein Nachfolger Thiatgrim, ein Neffe Hildegrims und Liudgers.
Gemäß seinem Wunsch wurde er bei seinem Bruder Liudger in der von ihm erbauten Krypta der Werdener Abteikirche bestattet.
Er wird besonders in Nordfrankreich als Heiliger verehrt.

## Grabinschrift
Seine – nicht mehr vorhandene – Grabinschrift wohl aus dem 11. Jahrhundert, zwei elegische Distichen mit leoninischem Reim, lautete:
+ IVLII · TREDECIMIS · RESOLVTVS · CARNE · KALENDIS ·

HILDGRIMVS · TVMVLO · CLAVDITVR · APPOSITO ·

FRATER · LIVDGERI · COEPISCOPVS · ATQVE · BEATI ·

COMPAR · HVIC · MERITIS · SICVT · IN · OFFICIIS

„Nachdem er am 19. Juni vom Fleisch erlöst wurde,

wird Hildegrim von dem gegenüberliegenden Grab umschlossen,

der Bruder und Mitbischof des seligen Liudger,

ihm gleich an Verdiensten und Ämtern.“